# Mesostenus kozlovi
Mesostenus kozlovi là một loài tò vò trong họ Ichneumonidae.